# Толстиково (Бежецький район)
Толстиково (рос. Толстиково) — присілок в Бежецькому районі Тверської області Російської Федерації.
Населення становить 5 осіб. Входить до складу муніципального утворення Васюковське сільське поселення.

## Історія
Від 2005 року входить до складу муніципального утворення Васюковське сільське поселення.

## Населення
| 2008 | 2010 |
| ---- | ---- |
| 9    | ↘5   |